# Il messaggio
Il messaggio (titolo originale: The Message o Mohammad, Messenger of God) è un film del 1976 diretto da Mustafa Akkad.
Il film è stato girato in parallelo (shot-for-shot) in due versioni diverse, una in inglese (The message) e una in arabo (Al-risâlah). Ogni versione aveva un proprio cast quindi ogni scena veniva girata due volte, prima con un gruppo di attori e subito dopo con l'altro gruppo.
Nel film non vengono mai mostrate immagini del profeta Maometto, né si sente la sua voce, né si può riprendere la sua ombra, in rispetto dei dettami islamici.

## Trama
Il film racconta con dovizia di particolari la storia dell'Islam dalla rivelazione del Corano al profeta Maometto alla cacciata dalla Mecca fino alla riconquista della stessa da parte dei musulmani.
Riguardo alla figura del profeta Maometto era stato posto il veto da parte delle alte cariche della religione islamica, che ne vietarono la rappresentazione in qualunque forma; addirittura vietarono di sentirne la voce e vederne anche solo l'ombra, per cui le scene in cui è presente Maometto spesso si svolgono in soggettiva, con i protagonisti che parlano rivolti alla macchina da presa.